# Nicolás Fernández Miranda
Pour les articles homonymes, voir Nicolás Fernández (homonymie), Fernández et Miranda.
Pas d'image ? Cliquez ici

a Compétitions nationales et continentales officielles uniquement.

b Matchs officiels uniquement.
Dernière mise à jour le 18 juin 2025.
Nicolás Fernández Miranda, né le 25 novembre 1972 à Buenos Aires (Argentine), est un joueur international argentin de rugby à XV devenu entraîneur. Il est le sélectionneur des Pumitas, l'équipe d'Argentine des moins de 20 ans, depuis 2025. 
Il compte 46 sélections avec l'équipe d'Argentine entre 1994 et 2007, disputant trois éditions de la Coupe du monde. 

## Biographie
Formé au Hindú Club de Don Torcuato, dans l'agglomération du Grand Buenos Aires en Argentine, Nicolás Fernández Miranda est l’un des joueurs emblématiques du rugby argentin des années 1990 et 2000. Il évolue au poste de demi de mêlée et compte 46 sélections internationales avec les Pumas, l'équipe d'Argentine de rugby à XV entre 1994 et 2007. International numéro 500, il dispute trois Coupes du monde : en 1999 au pays de Galles, en 2003 en Australie, où il inscrit deux essais, et en 2007 en France. Souvent barré par Agustín Pichot, titulaire indiscutable, il évolue souvent comme doublure en sélection.
Il effectue l’essentiel de sa carrière de joueur au sein du Hindú Club, dont il est considéré comme l’une des grandes figures. Il y joue de 1991 à 2001, effectuant un bref retour en 2006, puis y termine sa carrière entre 2008 et 2010. Avec son club de coeur, il remporte cinq championnats de l’URBA en 1996, 1998, 2006, 2008 et 2009.
En parallèle, il connaît plusieurs expériences professionnelles à l’étranger. En 2002, il rejoint les Natal Sharks en Afrique du Sud, puis évolue en Italie avec le Petrarca Rugby Padoue lors de la saison 2003-2004. Après un passage à nouveau au Hindú Club en 2006, il repart en Europe en 2007 pour intégrer l’effectif de l’Aviron bayonnais en France.
Après sa retraite sportive, il entame une carrière d'entraîneur également marquée par de nombreux succès. Il dirige à deux reprises l’équipe première du Hindú Club : une première fois entre 2012 et 2017, puis à nouveau entre 2022 et 2024. Sous sa conduite, le club remporte cinq titres de champion de l’Unión de Rugby de Buenos Aires (2012, 2014, 2015, 2017 et 2022) et s’impose à quatre reprises dans le Nacional de Clubes (2015, 2016, 2017 et 2022).
En 2018, il rejoint le staff technique des Jaguares, la franchise argentine engagée dans le Super Rugby, auprès de Mario Ledesma. Cette même année, il est intégré à l’encadrement technique de l’équipe d'Argentine,, fonction qu’il occupe jusqu’en 2022. 
En 2025, il est nommé sélectionneur des Pumitas, l’équipe nationale des moins de 20 ans, en lieu et place de Álvaro Galindo.  Il mène la sélection à l'occasion de la seconde édition du Rugby Championship des moins de 20 ans (en) en 2025 face à leurs homologues de Nouvelle-Zélande, d’Afrique du Sud et d’Australie. Très attaché à la formation, Nicolás Fernández Miranda insiste sur l’importance du développement personnel et collectif des jeunes joueurs au sein des structures régionales et nationales.

## Vie privée
Il est le frère des joueurs et entraîneurs Francisco et Juan Fernández Miranda. Il est aussi le père des frères Lucas et Ramón Fernández Miranda, ce dernier ayant été sélectionné par son père pour disputer le Championnat du monde junior de rugby à XV 2025 avec les Pumitas.

## Statistiques en équipe nationale
- 46 sélections en équipe d'Argentine de 1994 à 2007.
- 30 points inscrits (6 essais).
- Coupes du monde disputées :
  - 1999 : 1 match ;
  - 2003 : 2 matchs, 2 essais ;
  - 2007 : 3 matchs.

## Palmarès

### Joueur
- Vainqueur du Championnat de l'URBA en 1996, 1998, 2006, 2008 et 2009 avec le Hindú Club.

### Entraîneur
- Vainqueur du Championnat de l'URBA en 2012, 2014, 2015, 2017 et 2022 avec le Hindú Club.
- Vainqueur du Championnat d'Argentine en 2015, 2016, 2017, 2022 avec le Hindú Club.